# Šimon Žďárský
Šimon Žďárský (* 16. ledna 1993 Trenčín) je slovenský moderátor, aktivista, sportovec, lékař a komunální politik. V letech 2018–2022 působil jako městský zastupitel města Trenčín. Od roku 2022 působí jako zastupitel Trenčínského samosprávného kraje.

## Život
Pochází z Trenčína. Od mládí se věnuje kanoistice. V roce 2010 se zúčastnil Mistrovství Evropy v rychlostní kanoistice juniorů do 23 let v Rusku. Celkem 10x získal titul juniorského mistra Slovenska v kanoistice. V roce 2023 získal dvě bronzové a jednu stříbrnou medaili na Mistrovství světa v zimním plavání ve slovinském Bledu. Vystudoval 2. lékařskou fakultu Univerzity Karlovy v Praze. Specializuje se mimo jiné na rehabilitační lékařství. V rámci studia působil díky programu Erasmus na univerzitě ve Vídni a na pracovní stáži ve Španělsku. V roce 2017 jako aktivista spoluzaložil Česko-Slovenskou diskuzní platformu Diskusný klub z.s, zaměřenou na snahu o férovou diskuzi ve veřejném prostoru. Od roku 2020 působí ve slovenském internetovém deníku Startitup, kde moderuje politickou talk-show Startitup: Diskusný klub. Po vypuknutí pandemie covidu-19 na Slovensku v roce 2020 působil jako lékař v první linii v karanténím středisku pro seniory v Trenčianských Teplicích.

## Politické působení
V roce 2017 jako aktivista organizoval v Praze protesty za odvolání slovenského ministra vnitra Roberta Kaliňáka. Po zvolení jako nezávislý kandidát v komunálních volbách na Slovensku 2018 působil v letech 2018–2022 jako zastupitel Trenčína. Ve volbách do orgánů samosprávných krajů na Slovensku 2022 byl zvolen jako nezávislý kandidát na pozici zastupitele Trenčínského samosprávného kraje. V roce 2019 se stejně jako předseda Národní rady Slovenské republiky Andrej Danko zúčastnil oslav Dne vítězství 9. května v Moskvě.